# 吉野山
吉野山（よしのやま）は、奈良県の中央部・吉野郡吉野町にある吉野川（紀の川）南岸から大峰山脈へと南北に続く約8キロメートルに及ぶ尾根続きの山稜の総称、または金峯山寺を中心とした社寺が点在する地域の広域地名である。
古くから花の名所として知られており、その中でも特に桜は有名で、かつては豊臣秀吉が花見に来た事がある（後述）。現代でも桜が咲く季節になると花見の観光客で賑わう。地域ごとに、下千本（しもせんぼん）、中千本（なかせんぼん）、上千本（かみせんぼん）、奥千本（おくせんぼん）と呼ばれている。
1924年（大正13年）12月には国の名勝・史跡に指定され、1936年（昭和11年）2月 には吉野熊野国立公園に指定された。また2004年（平成16年）7月には吉野山・高野山から熊野にかけての霊場と参詣道が『紀伊山地の霊場と参詣道』としてユネスコの世界遺産に登録された。1990年（平成2年）には日本さくら名所100選に選定された。

## 桜花の吉野山

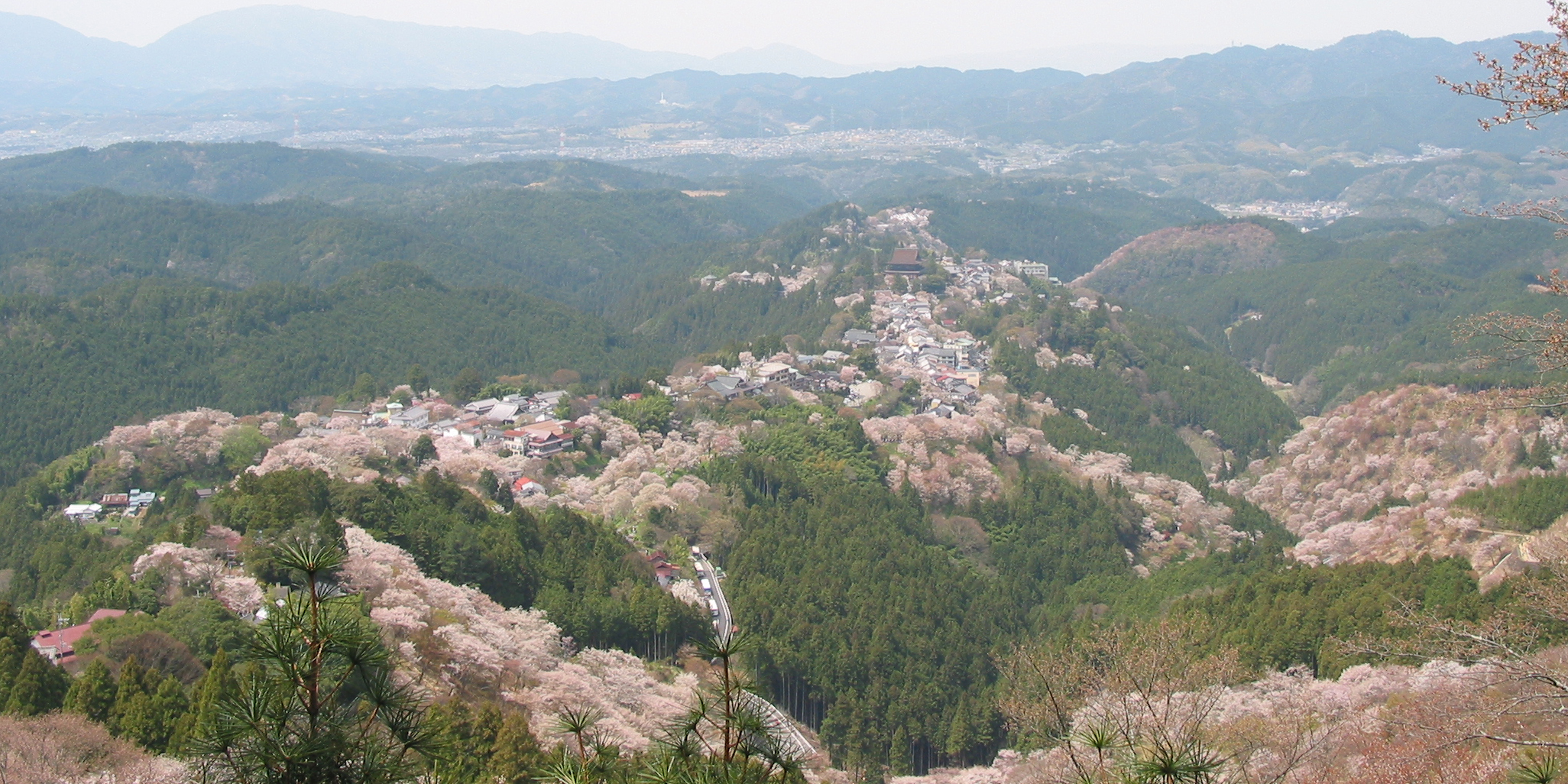
開花時期の景観。山上から金峯山寺方面

吉野山は平安時代頃から桜が植え続けられてきた。特に桜が数多く集まる所があり、いずれも一目千本と呼ばれ山下の北から山上の南へと順に下千本・中千本・上千本・奥千本と呼ばれている。植えられている桜の種類は、ほとんどが白山桜（シロヤマザクラ）であり、その数は約3万本にも及ぶという。
これらの桜は、4月初旬から末にかけて、山下の下千本から順に山上へと開花してゆく。この時期の吉野山は花見客で大変、賑わう。
- 下千本 - 近鉄吉野駅から山上へ上がる七曲坂周辺にあたる。
- 中千本 - 五郎兵衛茶屋から如意輪寺にかけての一帯。
- 上千本 - 火の見櫓から花矢倉にかけての坂周辺にあたる。吉野水分神社も含むとする説と、吉野水分神社は奥千本とする説がある。
- 奥千本 - 高城山付近・金峯神社付近と苔清水・西行庵付近。

- 桜開花時期の金峯山寺。
- 花矢倉展望台からの眺望。
- 花矢倉展望台看板。
- 吉野山中腹の様子。

### 奥千本の再生
かつては高城山から金峯神社にかけての一帯など、現在の桜林よりも遥かに広い範囲が奥千本と呼ばれ、名所であったというが、戦前の一時期に杉桧への配置植林を行ったことや自然災害等により、高城山や苔清水・西行庵付近に僅かに残る桜の林以外は、杉桧の林に変わっていた。平成期にに入り奥千本再生の機運が高まり、2009年には「一般財団法人 22世紀吉野桜を愛でる会」が設立され、まず2010年頃から金峯神社参道の坂道の両側の杉等の樹木を伐採し、桜が植えられ、既にかなり成長し、多くの花を咲かせるようになっている。苔清水・西行庵付近がそれ以前では奥千本で最も大規模なの桜の林であったが、それでも桜の木は100本以下であった。周辺は杉林であったが2011年から2014年頃にかけて、杉の伐採と桜1000本の植樹が行われ、それらはすでに低木ながら花をつけるようになっており、名実ともに奥千本となっている。引き続きそれにつながる山にも桜への植え替えが行われており、すでに3500本以上が植樹されている。引き続き「令和の献木」1000本を募集しており、それらは西行庵の谷向や「長尾山」を皆伐した跡に植樹される予定である。

### かつての名所
- 長峯の桜 - 鉄道が今の吉野駅まで延長されるまでは、六田駅（当時の吉野駅）から柳の渡し（または美吉野橋）で吉野川を渡り、東尾根筋に沿って六丈平（吉野神宮辺り）を経て下千本に出る道が、吉野山へ至る参道であった。この道の両側には桜並木があり古くから長峯の桜と呼ばれていたが、現在は参道から外れたことや道路拡幅などにより、これらの桜は失われた。

### 桜が多い理由
吉野山に桜が多いのは、桜が蔵王権現の神木であるとされたことによる。
修験道の開祖とされる役小角は、金峰山（現在の大峰山系）で修行を積み、その結果、金剛蔵王菩薩（こんごうざおうぼさつ）が出現して、これを感得し蔵王権現像を彫ったとされる。その時に用いられた木材が桜樹であった。以降、行者達は桜材を使い権現を彫刻し、これを祀る習わしとなった。これより桜は神木となり、桜の枯れ木といえども薪にさえせず、一枝を折る者は指一本を切るといったような厳しい信仰が厳守されたという。そのため蔵王権現に祈願する際には、神木とされる桜の苗を寄進するのが最善の供養となる風習が起こり、平安時代の頃から多くの桜が植えられるようになった。
また大海人皇子（のちの天武天皇）が、吉野の寒中で、庭の桜が満開の夢を見て、これが動機となって天下を定めたので、桜は霊木であり神木であるとされ、桜の愛護が始まったとも伝えられる。

## 信仰登山の吉野山
吉野山は、大峰山を経て熊野三山へ続く山岳霊場・修行道大峯奥駈道の北端にあたる。
7世紀（飛鳥時代）に活躍した呪術者・役小角は、葛城山（金剛山・大和葛城山）、大峰山で修行を重ね、金峰山（大峰山系）で、金剛蔵王大権現を感得し、この地に蔵王権現を本尊とする金峯山寺や修行道である大峯奥駈道を開いたとされる。
大峯奥駈道は、南端の熊野を発して吉野に至るのを順峯といい、北端の吉野から熊野に至るのを逆峯と呼んだ。途中には神仏が宿るとされる拝所・行場が設けられ、これらは靡（なびき）、古くは宿と呼ばれ、多い時は120宿があったというが、近世に75の靡となった。
そのうち吉野山は6つの靡の範囲となる。
- 75靡 柳の宿 - 柳の渡し（美吉野橋）付近
- 74靡 丈六山 - 吉野神宮辺り。かつては丈六山一の蔵王堂があったとされる。
- 73靡 吉野山 - 銅の鳥居や金峯山寺蔵王堂など。
- 72靡 吉野水分（子守）神社
- 71靡 金精大明神 - 金峯神社
- 70靡 愛染宿 -  吉野の奥の院（安禅寺）とも呼ばれた。明治初年まで寺院宝塔があったとされる。

愛染宿より南は女人結界であったが、現在の大峯奥駈道の女人結界は五番関に移されている。なお、付近に現在も女人結界跡として残る。

## 歴史に登場する吉野山
- 672年、近江大津宮を離れ吉野山の日雄離宮に隠棲していた大海人皇子は、ある日満開の桜の夢をみて挙兵を決意する。そののち壬申の乱で大友皇子の近江朝廷軍を破った天武天皇が、夢の桜の咲いていた場所に建てた堂が櫻本坊だと伝わる。
- 1185年（文治元年）冬、源頼朝の討伐を受け、義経・弁慶らは吉野山に身を隠したが、ここでも追討を受けて静御前と別れ、東国へ脱出したと言われている。吉野山内には、いくつかの旧跡が残る。
- 1332年（元弘2年）、鎌倉幕府討幕運動である元弘の変の際、大塔宮護良親王（後醍醐天皇の皇子）が一時、吉野山（吉野城）を拠点として活動した。しかし、翌1333年（元弘3年）には幕府方、二階堂貞藤率いる軍勢に攻め入られ陥落。この時、村上義光が大塔宮の身代わりとなって蔵王堂で自害し、宮は高野山方面へと逃れたとされる。
- 1336年（建武3年）、後醍醐天皇は神器を持って京都を逃れ、吉野山に別の朝廷（南朝または吉野朝とも呼ばれる）を置いた。1339年（延元4年/暦応2年）に後醍醐天皇は吉野で崩御し、後村上天皇が即位する。しかし1348年（正平3年/貞和2年）には楠木正行らが四條畷の戦いにおいて足利方の高師直に敗北し、さらに吉野にも攻め入られ南朝は賀名生へ移った。このあと長慶天皇・後亀山天皇の南朝側天皇が続いた。

のちに東花坊（蕉門十哲の一人、各務支考）が南朝の悲しい歴史に思いを寄せて「歌書よりも軍書に悲し吉野山」と詠んだ。
- 1594年（文禄3年）、太閤秀吉が吉野山で花見を行った。この時の一行は5千名ほどであったという。豊臣秀吉は、𠮷水神社を本陣に茶会を催した[1]。花見を行った場所として、小山神社には豊太閤の花見塚が残っている[2]。この太閤の花見が江戸時代に花見が盛んになることにつながった。
- 明治になり、神仏分離令の影響で桜の伐採が迫られ、地元民らは伐採して薪にするという大阪商人にいったん売却したものの、林業で知られる土倉庄三郎が、外国人へ日本の誇りとなる価値を認め、買い戻した[3]。

## 吉野山と芸術

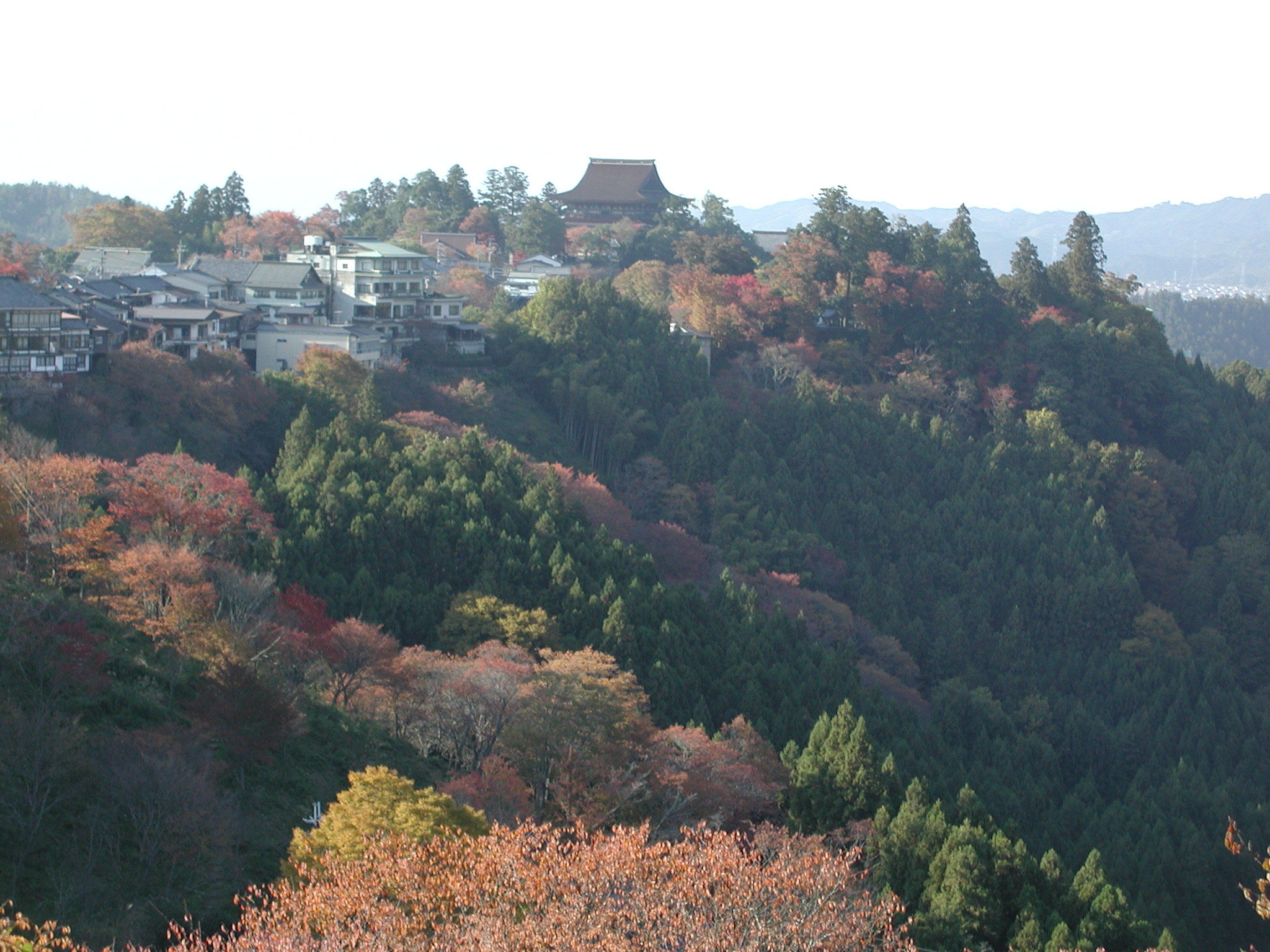
秋の吉野山

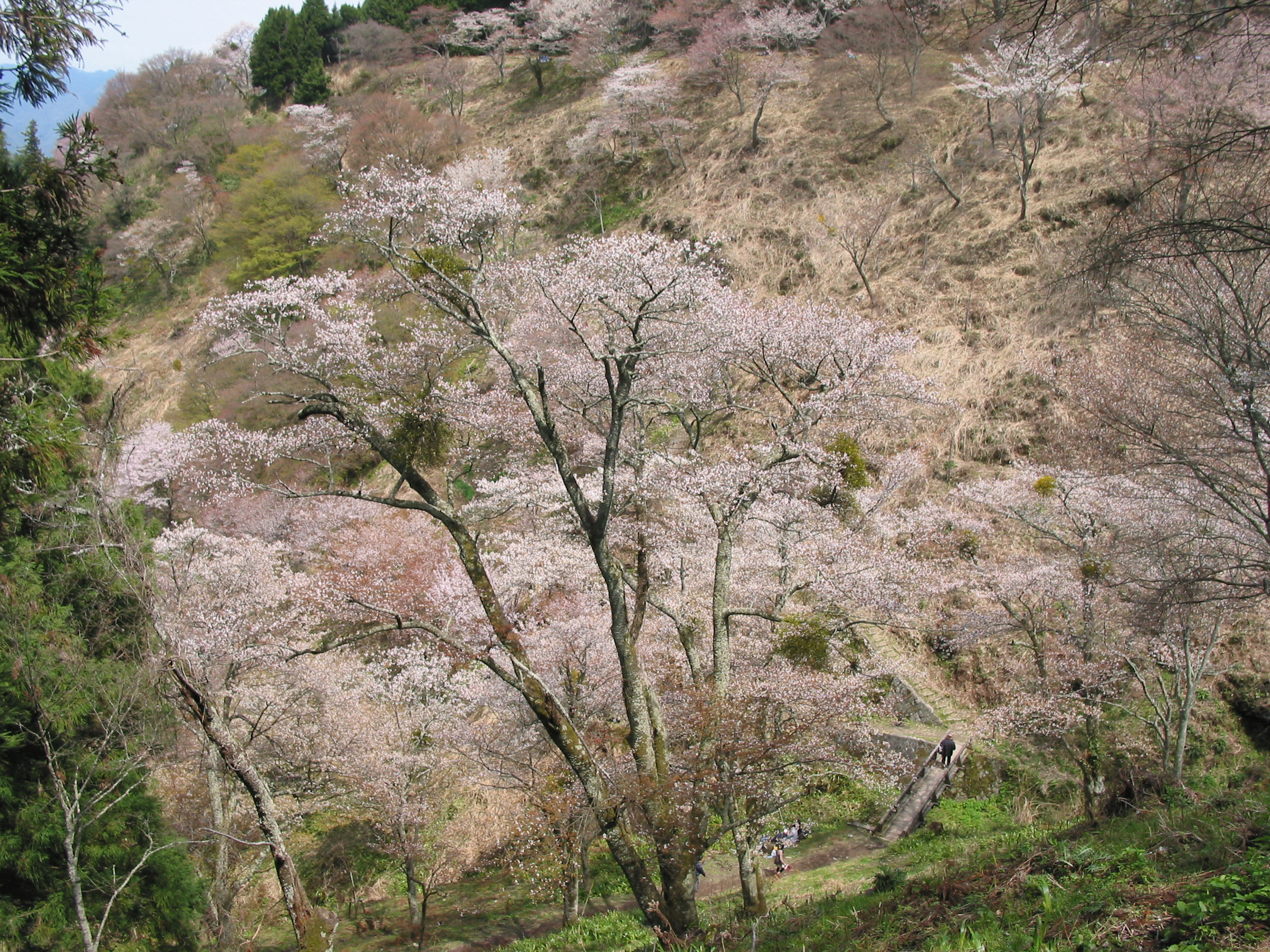
山中に咲く桜

### 雪の吉野山
吉野山が現在のような桜のイメージで知られるようになったのは、平安時代後期あたりからと考えられている。それまでは、「春の訪れが遅く雪深い」イメージが強く、古今和歌集において、紀友則の「み吉野の山べにさける桜花雪かとのみぞあやまたれける」（春歌上）と詠まれているのが桜についての初見ではあるが、この頃はまだ、百人一首にも選出されている、坂上是則の「あさぼらけ有明の月とみるまでに吉野の里にふれる白雪」（冬歌）に代表される雪の歌が優勢であった。

### 雪から桜へ
平安期に修験道が発達するにつれ、開祖である役小角の奉じた蔵王権現の神木として桜が尊重されたことから、吉野山の桜が徐々に名を上げ（積極的に植樹を行い、爆発的に数が増えたという説もある）、新古今和歌集の時代になると、桜と雪はすっかり立場が逆転してしまっていた。新古今集の代表的歌人で「吉野山こぞのしをりの道かへてまだ見ぬかたの花をたづねむ」と詠った西行も吉野をたびたび訪れ多くの秀歌を残した。山上には「西行庵の跡」もある。

### 歌舞伎舞踊
江戸時代に初演された人形浄瑠璃・歌舞伎の『義経千本桜』は大当たりし、現在でも上演されることが多い。劇中の所作事『道行初音旅』（みちゆき はつねの たび）は、単独でこれを上演する際には『吉野山』と通称する。本来は義太夫節だが、常磐津節・富本節・清元節に書き直された作品もある。

## 吉野山を歌った詩歌

### 短歌
み吉野の山の白雪踏み分けて入りにし人のおとづれもせぬ。：- 『古今和歌集』冬、壬生忠岑
吉野山 峰の白雪 ふみわけて 入りにし人の 跡ぞ恋しき - 敵である頼朝を前にして、義経との別離を静御前が歌ったもの。「吉野山の峰の白雪を踏み分けて姿を隠していったあの人（義経）のあとが恋しい」。（現代語訳は河出書房『義経記』高木卓訳）上の壬生忠岑の歌を本歌とする。

### 鉄道唱歌
1900年（明治33年）に作詞された「鉄道唱歌第五集 関西・参宮・南海篇」（大和田建樹作詞）では、3番に渡って吉野山が歌いこまれた。高野山・和歌山と共に、作者の歴史・景勝好みが影響しているものと見られている。
46.ふたたび渡る紀の川の 水上とおく雲ならで 立てるは花の吉野山 見て来んものを春ならば
47.あわれ暫（しばし）は南朝の 仮の皇居となりたりし 吉水院の月のかげ 曇るか今も夜な夜なは
48.夕べ悲しき梟（ふくろう）の 声より猶（なお）も身にしむは 如意輪堂の宝蔵に のこる鏃（やじり）の文字の跡

## 名所・旧跡

### 長峰
- 吉野神宮（官幣大社）
- 峯の薬師堂跡
- 村上義光の墓

### 下千本
- 昭憲皇太后立碑 - 下千本駐車場あたり。下千本が一望出来る。
- 七曲り坂

### 中千本
- 黒門 - 金峯山寺の総門。明治以前は大名といえども、馬を下りなければならなかったと伝えられる。
- 弘願寺
- 銅の鳥居 - 重要文化財
- 藤尾坂 - 義経と別れた静御前が吉野衆徒に捕らえられたと伝えられる
- 金峯山寺 - 世界遺産
  - 仁王門 - 国宝
  - 蔵王堂 - 国宝
  - 二天門跡

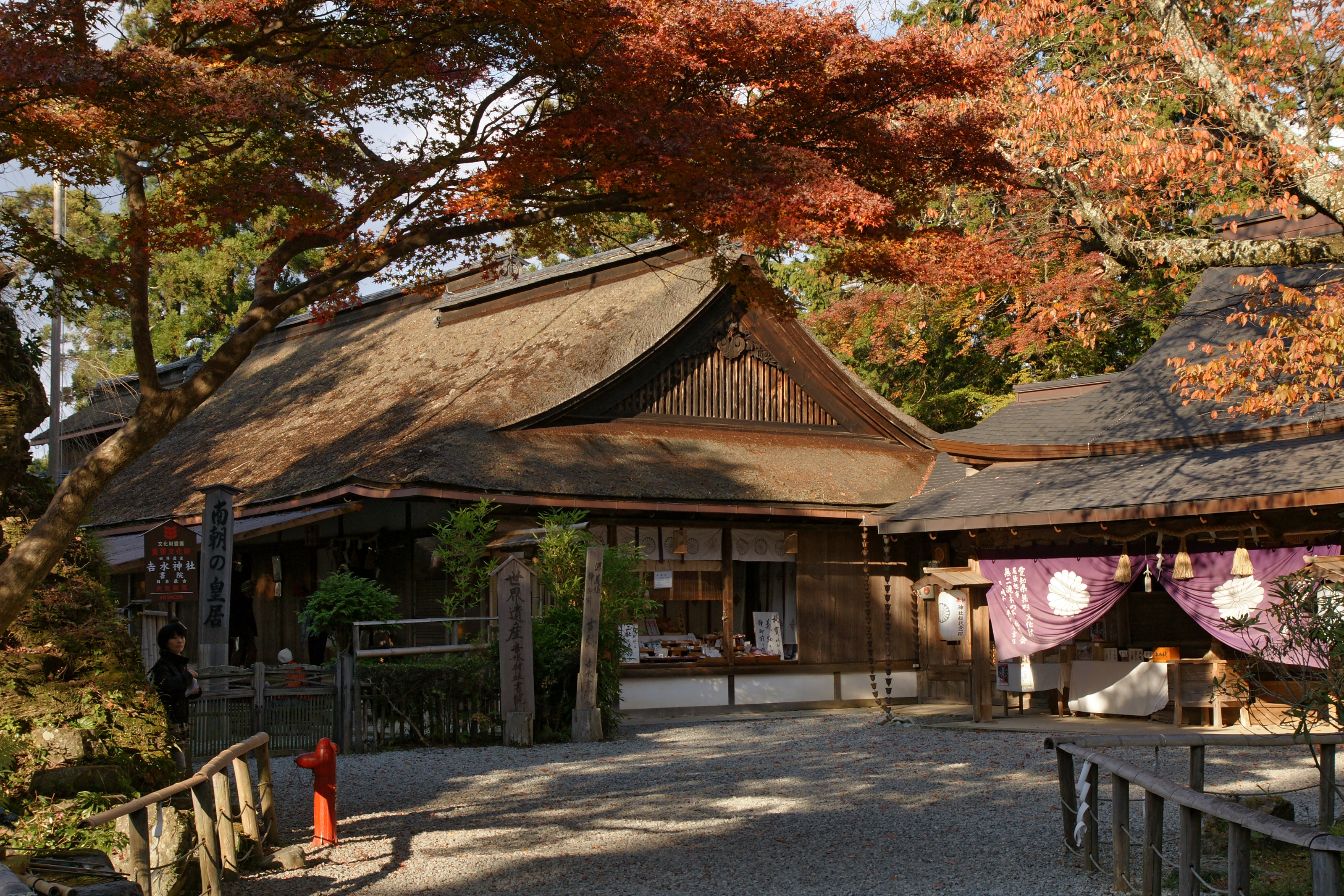
脳天大神龍王院（吉野脳天神社） - 金峯山寺の西側の谷の底にあり、金峯山寺からは石階段で下りることが出来る。
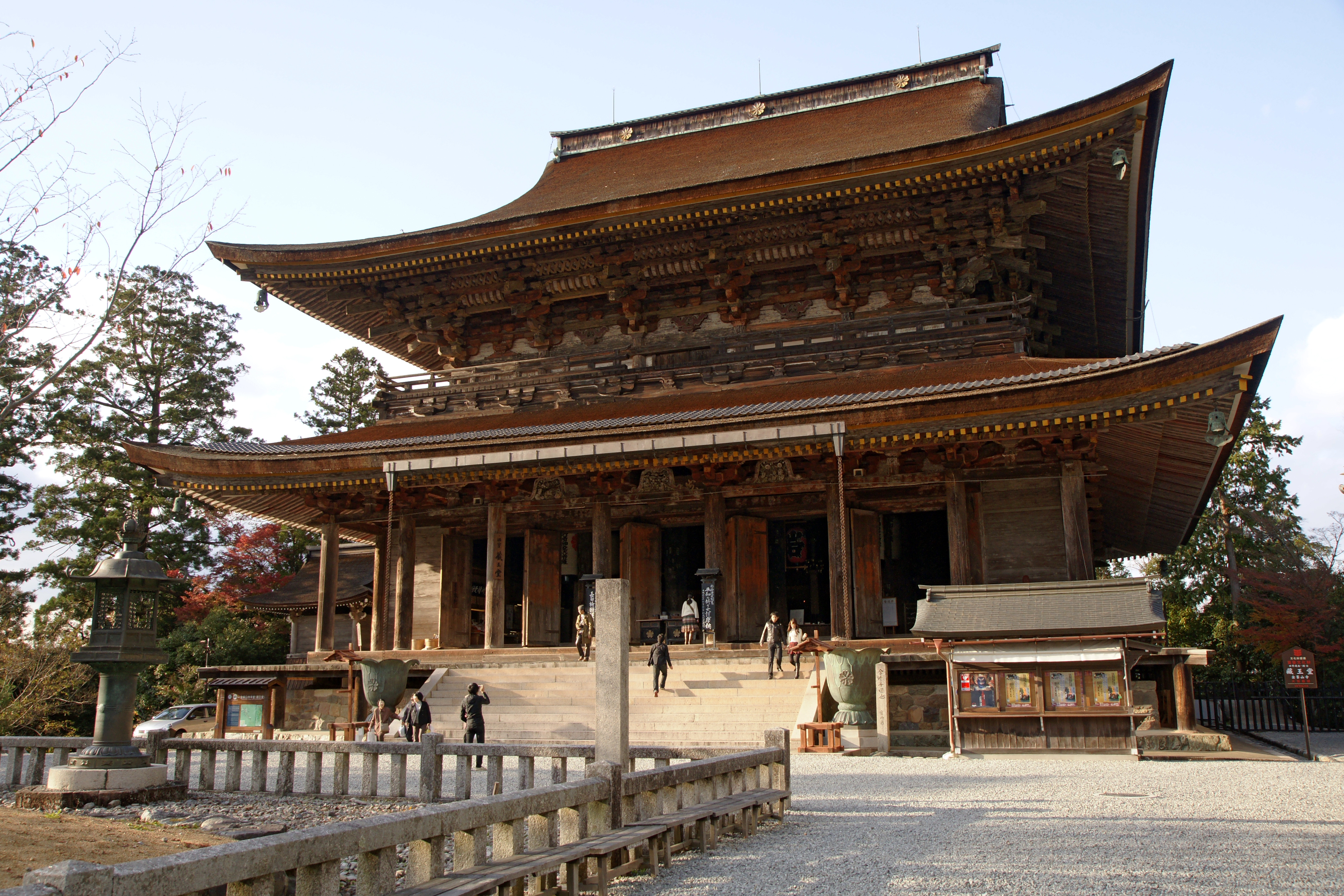
金峯山寺蔵王堂
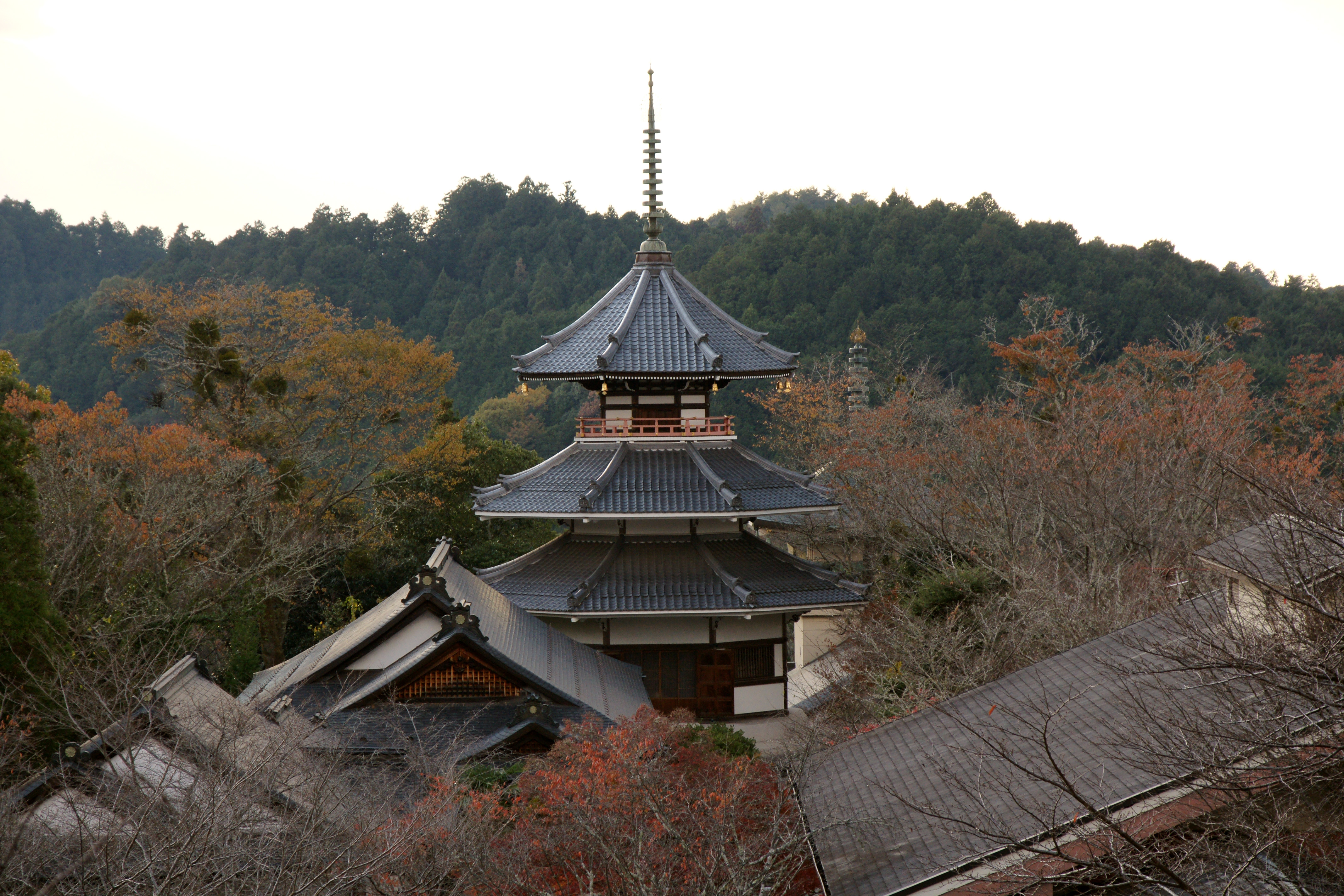
妙法殿 - 吉野朝宮跡
- 東南院
- 吉水神社 - 世界遺産
- 大日寺
- 勝手神社
- 喜蔵院
- 桜本坊
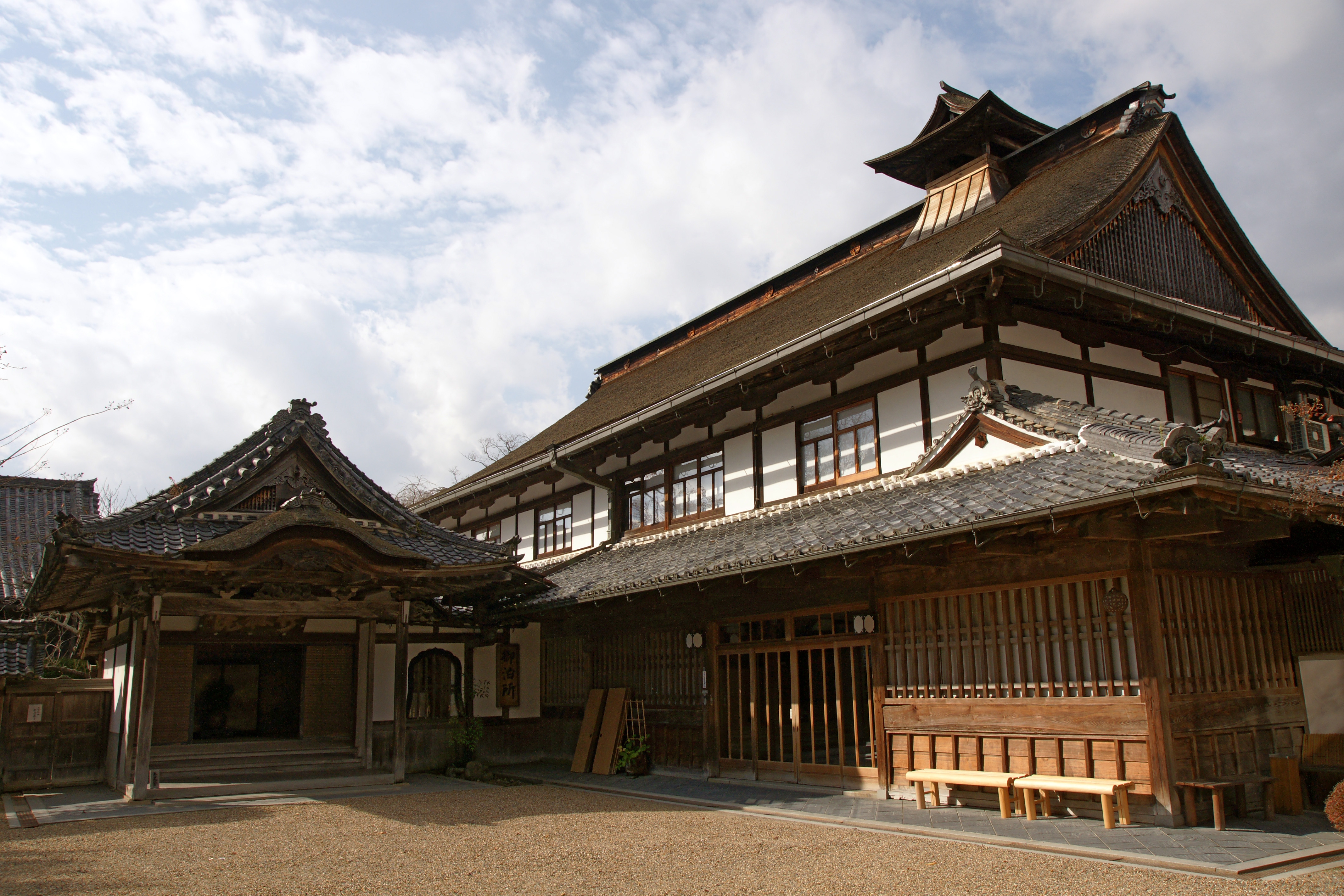
竹林院
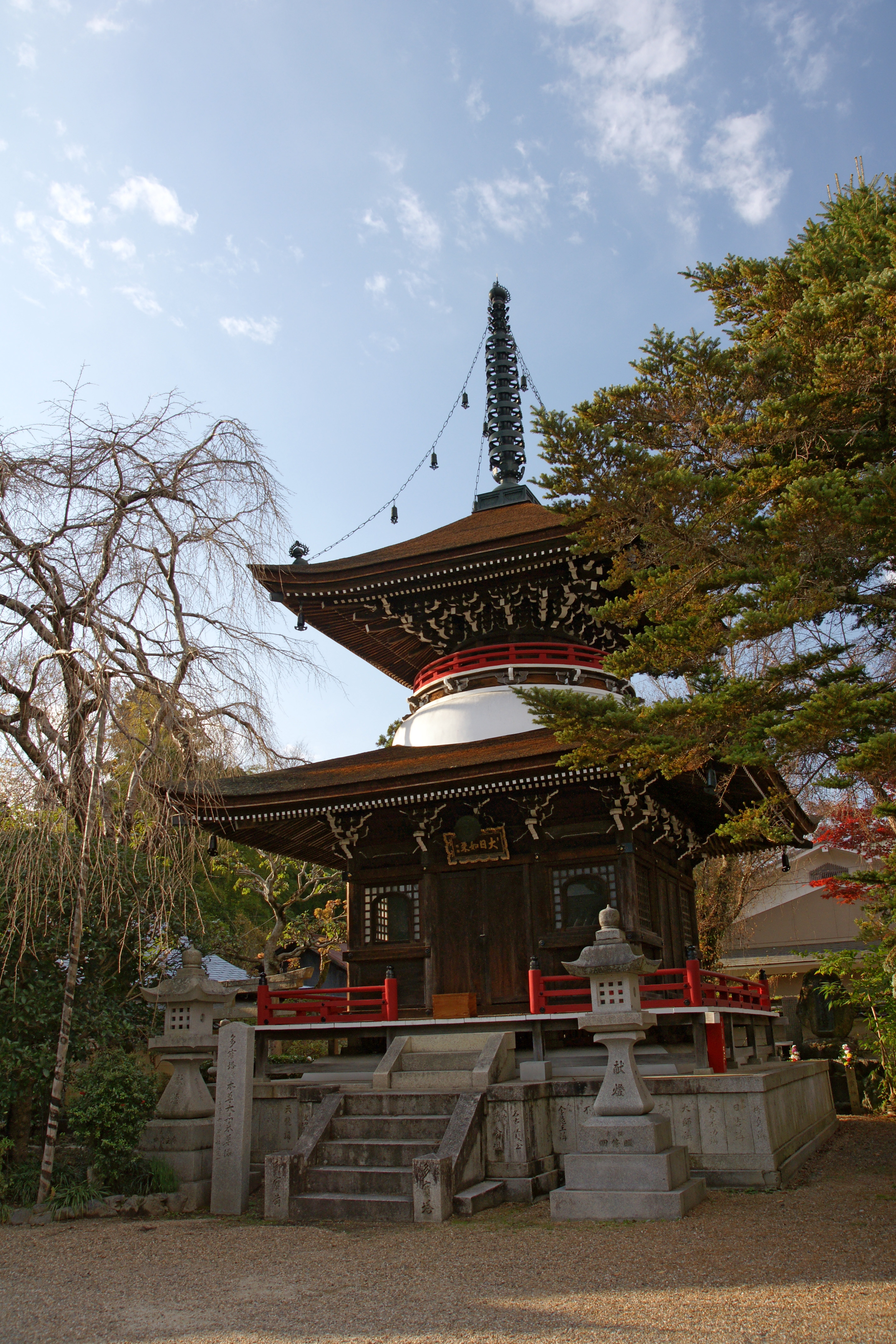
東南院
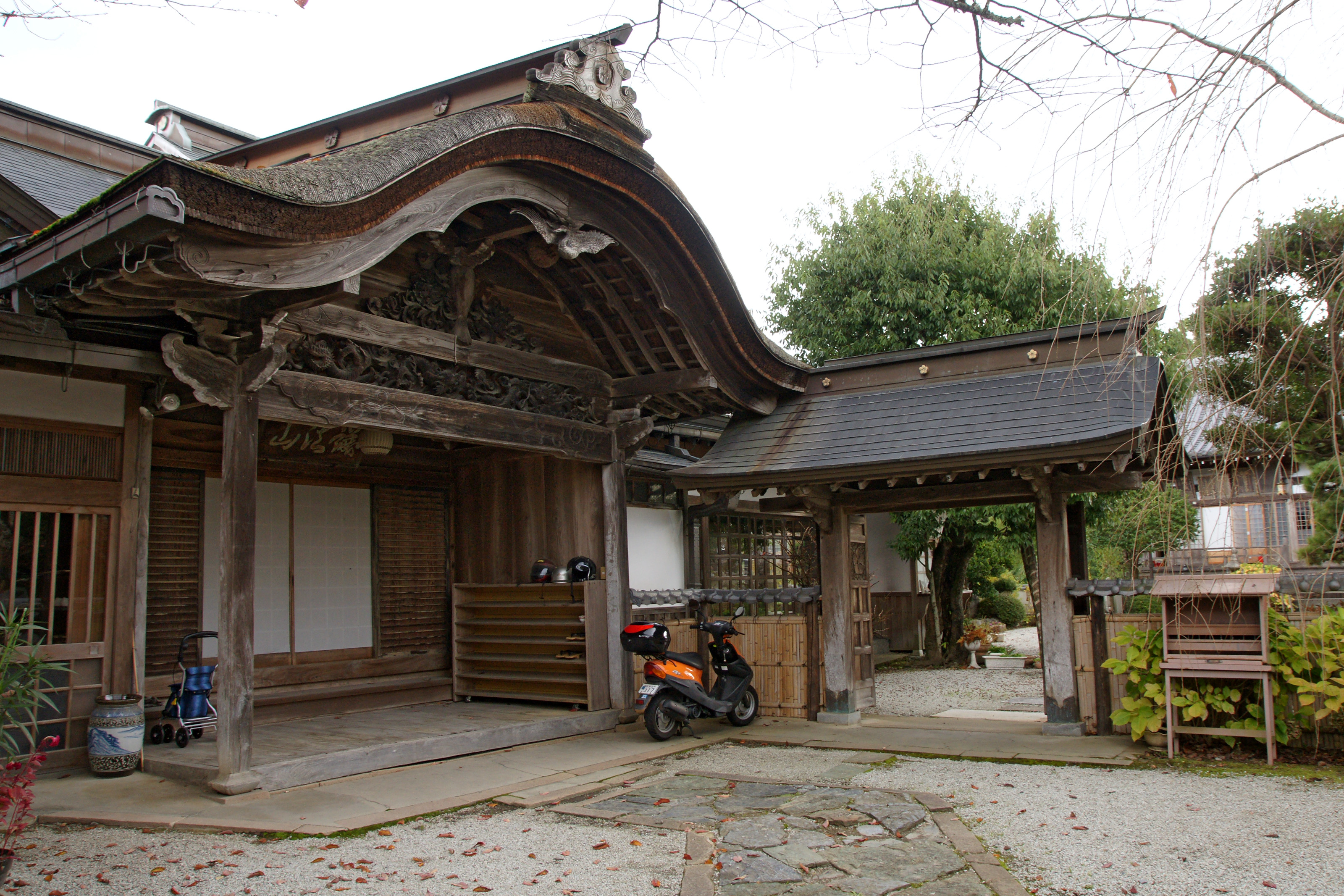
喜蔵院

- 五郎兵衛茶屋
- 桜展示園
- 如意輪寺
- 後醍醐天皇陵 - 如意輪寺内
- 太閤花見塚

- 吉水神社
- 金峯山寺蔵王堂
- 妙法殿（吉野朝宮跡）
- 竹林院
- 東南院
- 喜蔵院

### 上千本
- 火の見櫓
- 吉水宗信法印の墓
- 御幸の芝・雨師観音堂跡
- 花矢倉 - 中千本・金峯山寺を含め遠くは葛城山・二上山を一望出来る。
- 横川覚範の墓
- 世尊寺跡・三郎鐘・人丸塚

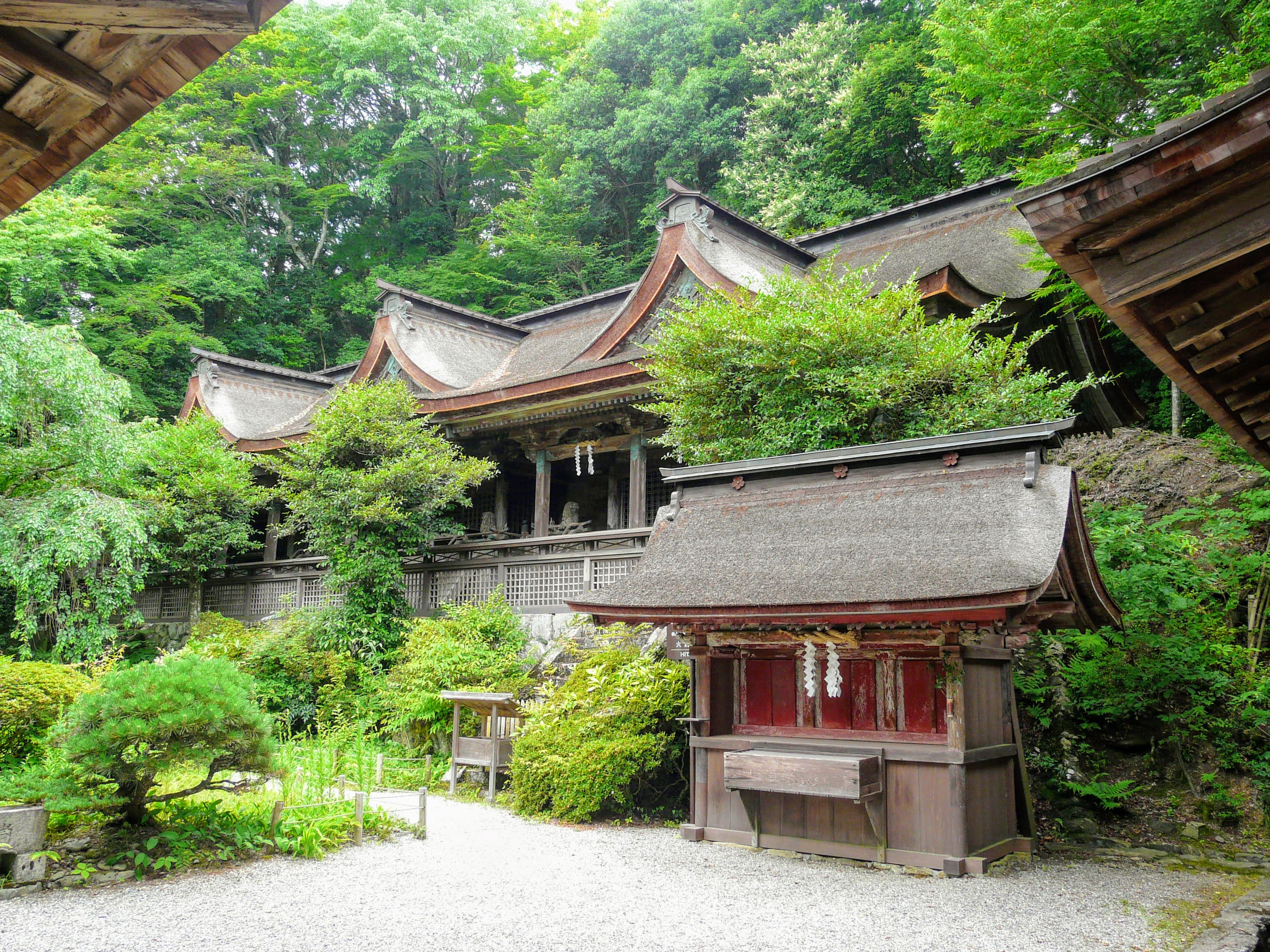
吉野水分神社 - 世界遺産

- 稚児松地蔵堂

- 吉野水分神社 本殿

### 奥千本
- 高城山・牛頭天王社跡 - 高城山には展望台が設けられている。
- 金峯神社・義経隠塔
- 西行庵
- 苔清水
- 愛染宝塔跡・女人結界跡

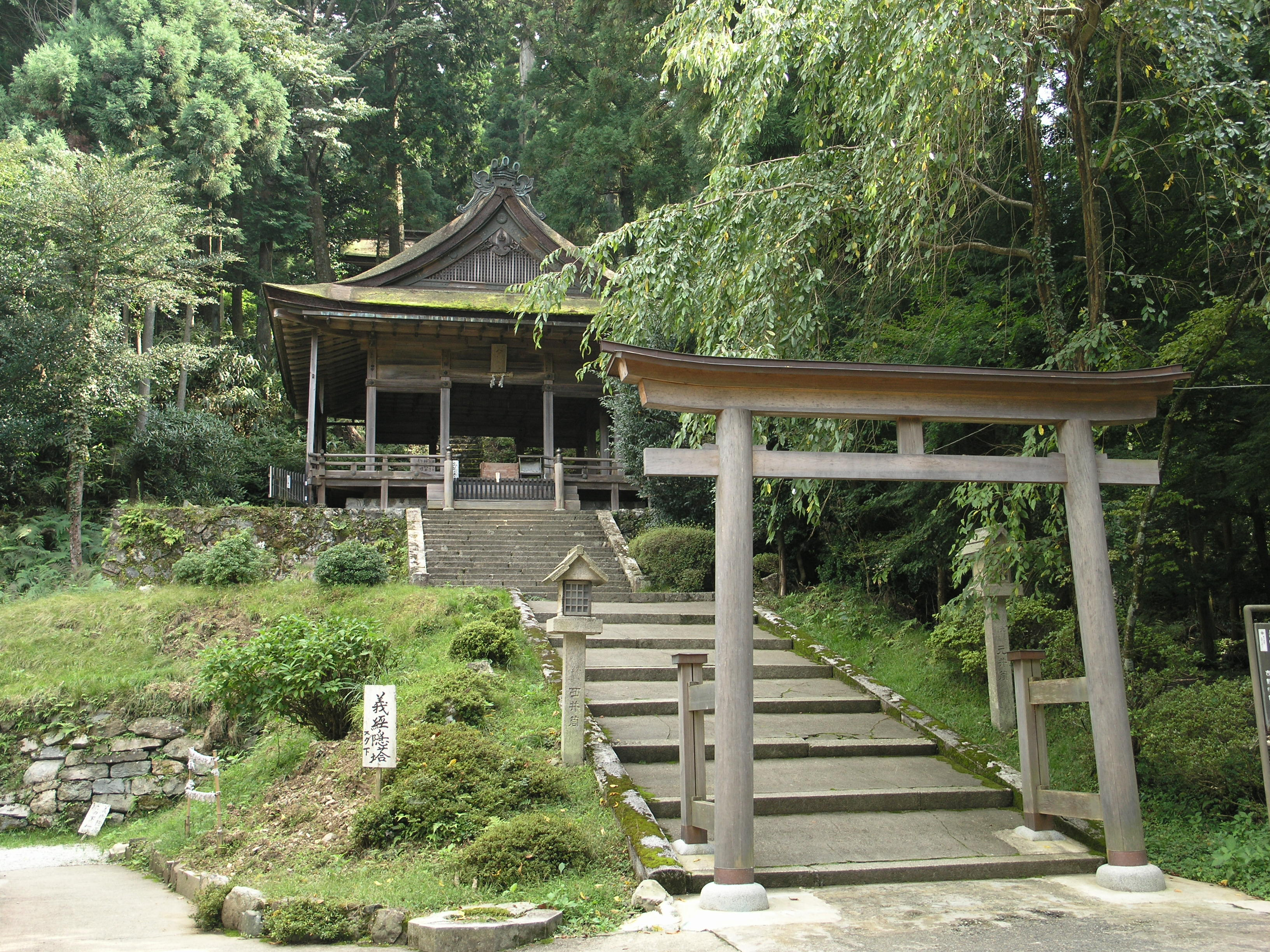
金峯神社 拝殿
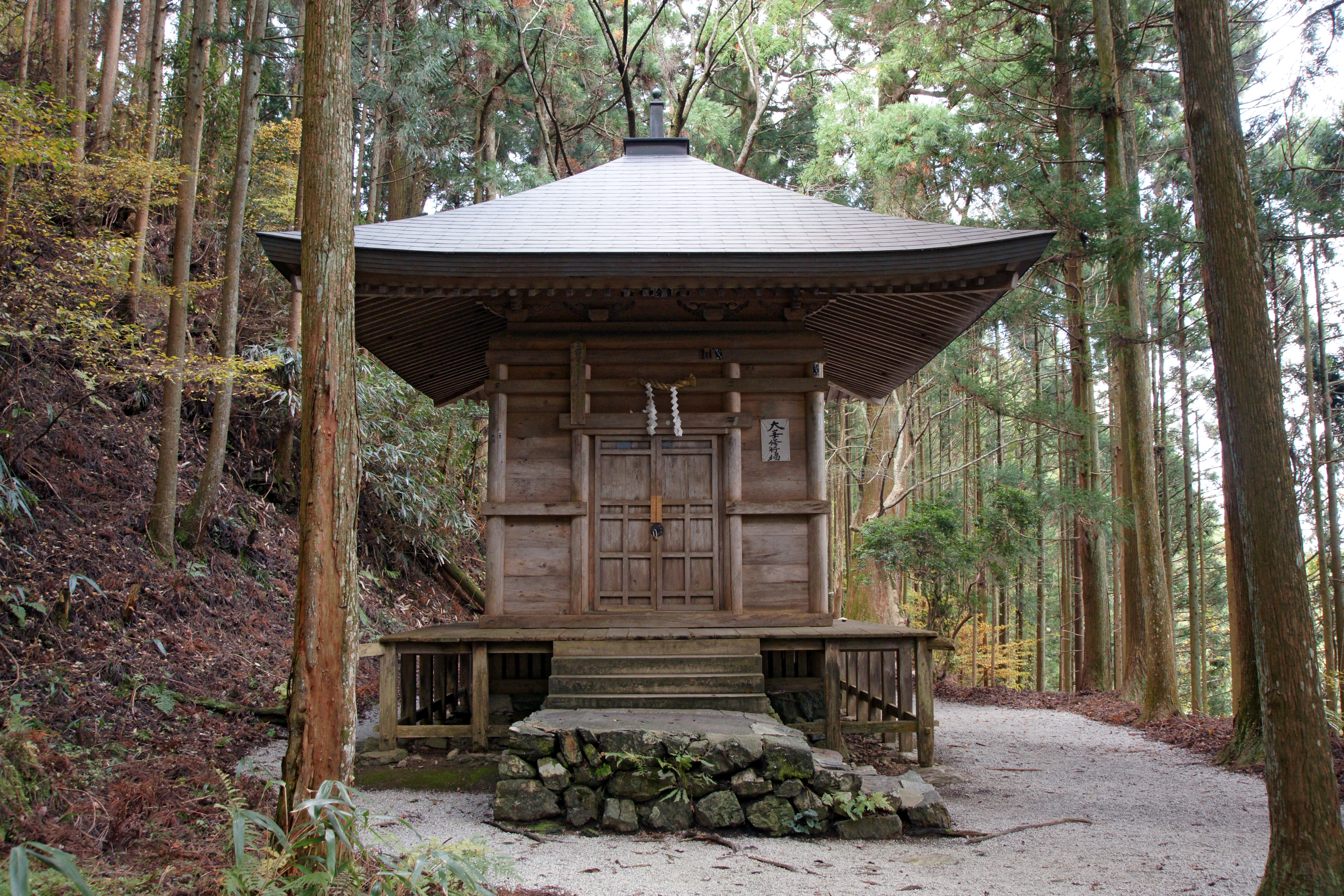
義経隠塔
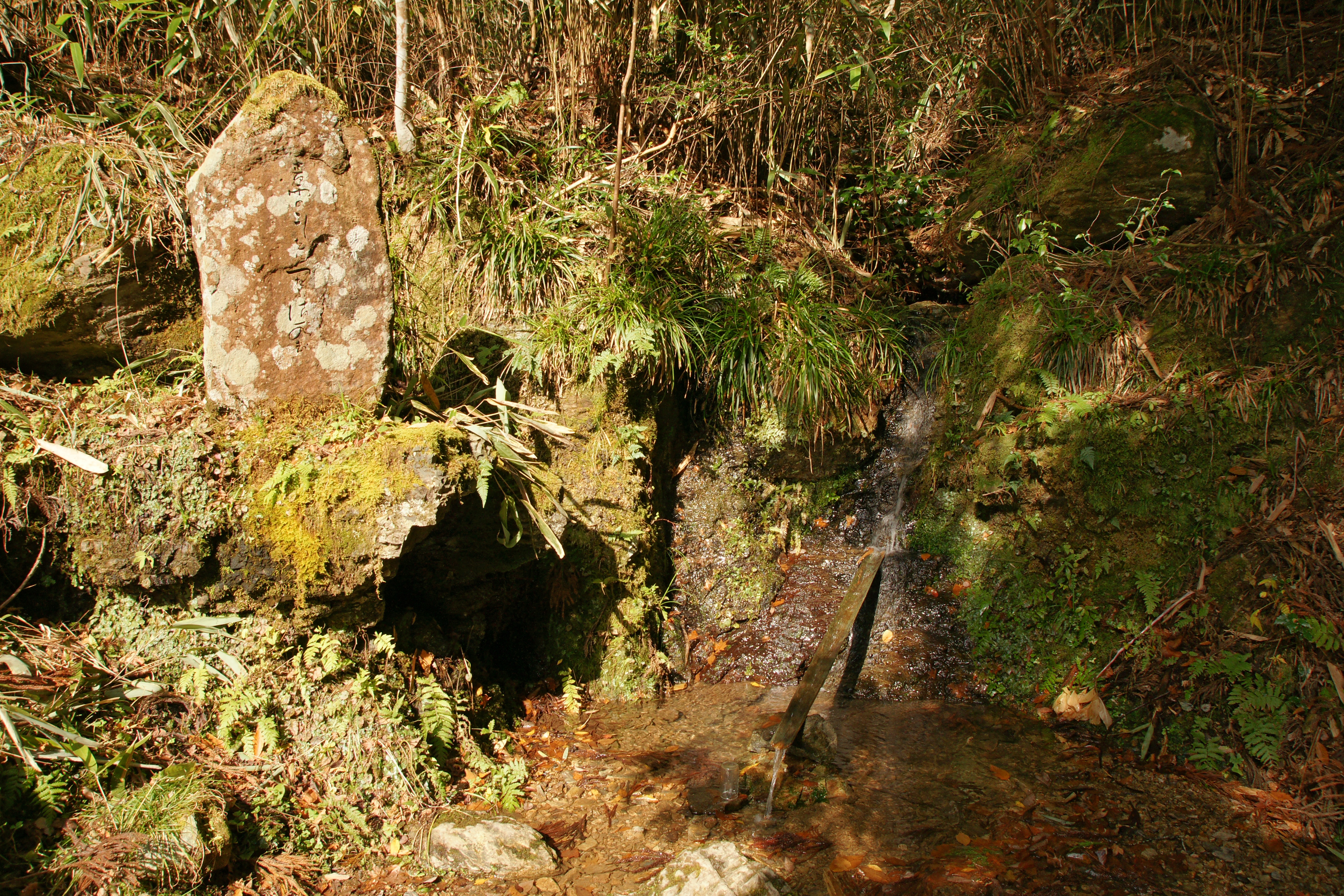
苔清水
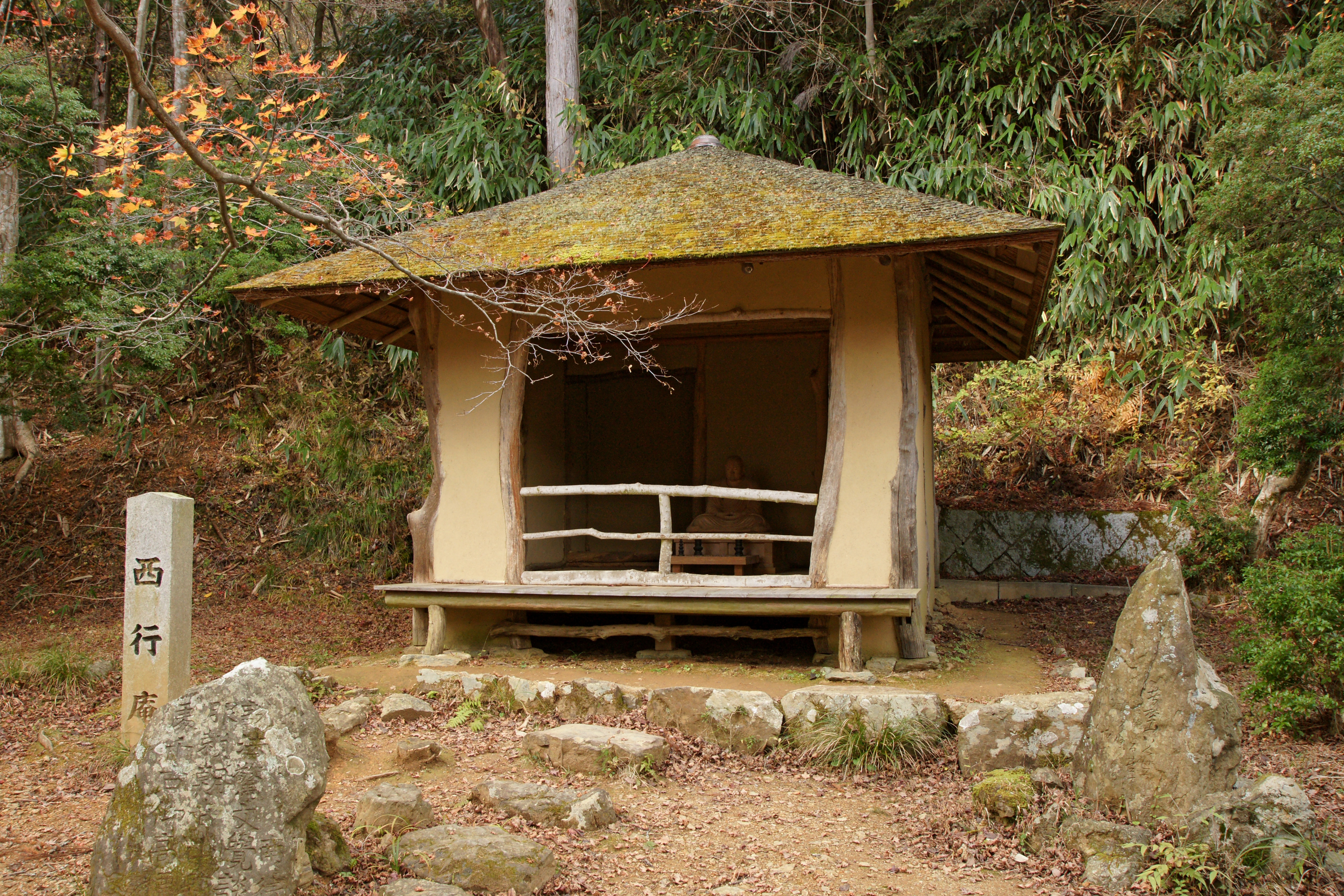
西行庵

## 吉野山での宿泊
吉野山には十数軒の旅館、民宿そして宿坊もある。
中には、温泉を有する宿もあり、花見客や修験道の山伏などが多く利用する。

## 交通アクセス

### 公共交通機関
- 近鉄吉野線の終点駅吉野駅下車。
  - 山上へは吉野駅近くにある吉野ロープウェイ（千本口－吉野山：吉野大峯ケーブル自動車が運行）を利用するか、徒歩で七曲がりと呼ばれる坂道を上がる。
  - 近鉄吉野駅からロープウェイ吉野山駅へは徒歩で約30分。
  - ロープウェイ吉野山駅から金峯山寺・蔵王堂へは徒歩約10分。（途中にある黒門・銅の鳥居付近は急な坂道である）
  - または吉野大峰ケーブル自動車の奥千本まで走るバスと、吉野山を巡回しているコミュニティバスが、桜のシーズン以外に運行されている。
  - 桜のシーズン中には奈良交通の臨時バスが吉野駅から中千本公園口まで運行される。

### 自動車
吉野山の道路は狭く急な坂道が多く、また山上には駐車できるスペースが少ない。そのため下千本地域の「吉野山観光駐車場」（約400台）または中千本地域の「如意輪寺駐車場」（約300台、未舗装）から徒歩の方が都合が良い場合もある。この2つの駐車場は桜のシーズン以外は無料。その他の中心部の民営駐車場はほとんどが通年有料。
下千本駐車場から金峯山寺・蔵王堂へは徒歩約15分
如意輪寺駐車場から金峯山寺・蔵王堂へは徒歩約30分
- 吉野山へは…
国道169号線から、吉野川に架かる吉野大橋を渡り南詰の信号のある交差点を直進、大きく左にカーブして、吉野警察署の前を通り過ぎ、しばらく行くと丁字路に突き当たる。この丁字路を右折すると坂道と急なカーブが続き吉野神宮の前に出る。さらに進むと下千本駐車場が見えてくる。
また丁字路を左折しすぐに右折（実質的には直進）し近鉄吉野線の踏切を渡って、すぐの交差点を右折すると吉野駅を経て如意輪寺駐車場へと至る（観光車道と呼ばれている道）。
丁字路・踏切付近には桜のシーズン中の日中には誘導員が立っている。踏切は近年改良工事がなされ通りやすくなった。

#### 桜のシーズン中
- 桜の時期（3月末から5月初め）には交通規制がなされ、中心部の道路（奈良県道15号桜井明日香吉野線）は早朝や夜間以外は歩行者天国となる。この期間に自動車で来訪した場合には吉野山観光駐車場・如意輪寺駐車場・中千本公園地区にある各民間有料駐車場、または吉野駅周辺等に設けられた臨時駐車場から徒歩となる。この期間は駐車場はすべて有料となる。
- また4月上旬の土日には有料の郊外駐車場が設けられ無料のシャトルバスが運行される（パークアンドライド）。この期間は吉野山観光駐車場および如意輪寺駐車場までの道路も、早朝や夜間以外は交通規制され、規制時間中は観光目的の車は吉野山周辺へは進入出来ない。また、吉野山観光駐車場はピーク時の週末は観光バス専用となる。なお、早朝に吉野山の各有料駐車場まで到達し駐車した場合、帰り（下山）の通行は規制時間中でも認められている。もちろん歩行者天国の道路は通行できないので、それ以外の道を経由して下山することになる。歩行者天国内の駐車場に早朝に駐車した場合は、例年19時までの歩行者天国解除まで缶詰となる。